# 汎太平洋フォーラム
特定非営利活動法人汎太平洋フォーラム（はんたいへいようふぉーらむ、英: Pan-Pacific Forum）は、神戸市に本部を置き、太平洋地域の自然と人間に関する問題についての学際的な情報ネットワークに基づき、研究・研修・講演・シンポジウム開催などの事業を行い、地域社会・国際社会の学術文化の発展に寄与することを目的とするNPO法人である。神戸大学を中心とする兵庫県内の研究者たちが中心となり1983年4月に設立された。2002年11月に法人格を取得している。

## 事業
神戸を中心とした近畿地方の住民や官公庁を含む諸団体に対し、国際理解や多文化交流に関わる情報の提供や、提言等を行っている。